# Adelaide 500
De Adelaide 500 (om sponsorredenen officieel Clipsal 500) is sinds 1999 een jaarlijks terugkerend evenement bij de Australische V8 Supercars. De Adelaide 500 wordt elk jaar in begin maart op het stratencircuit van Adelaide verreden. Het evenement is een tweeluik van twee races van elk 250 kilometer. De coureur die het beste presteert in beide races wint de Adelaide 500.

## Geschiedenis
Op het stratencircuit van Adelaide werd tussen 1985 en 1995 de Grand Prix Formule 1 van Australië verreden. In 1998 sloot het bestuur van de deelstaat Zuid-Australië een contract met de Australian Vee Eight Supercar Company (AVESCO), de eigenaar van de V8 Supercars. In 1999 vond de eerste editie van de Adelaide 500 plaats.

## Winnaars

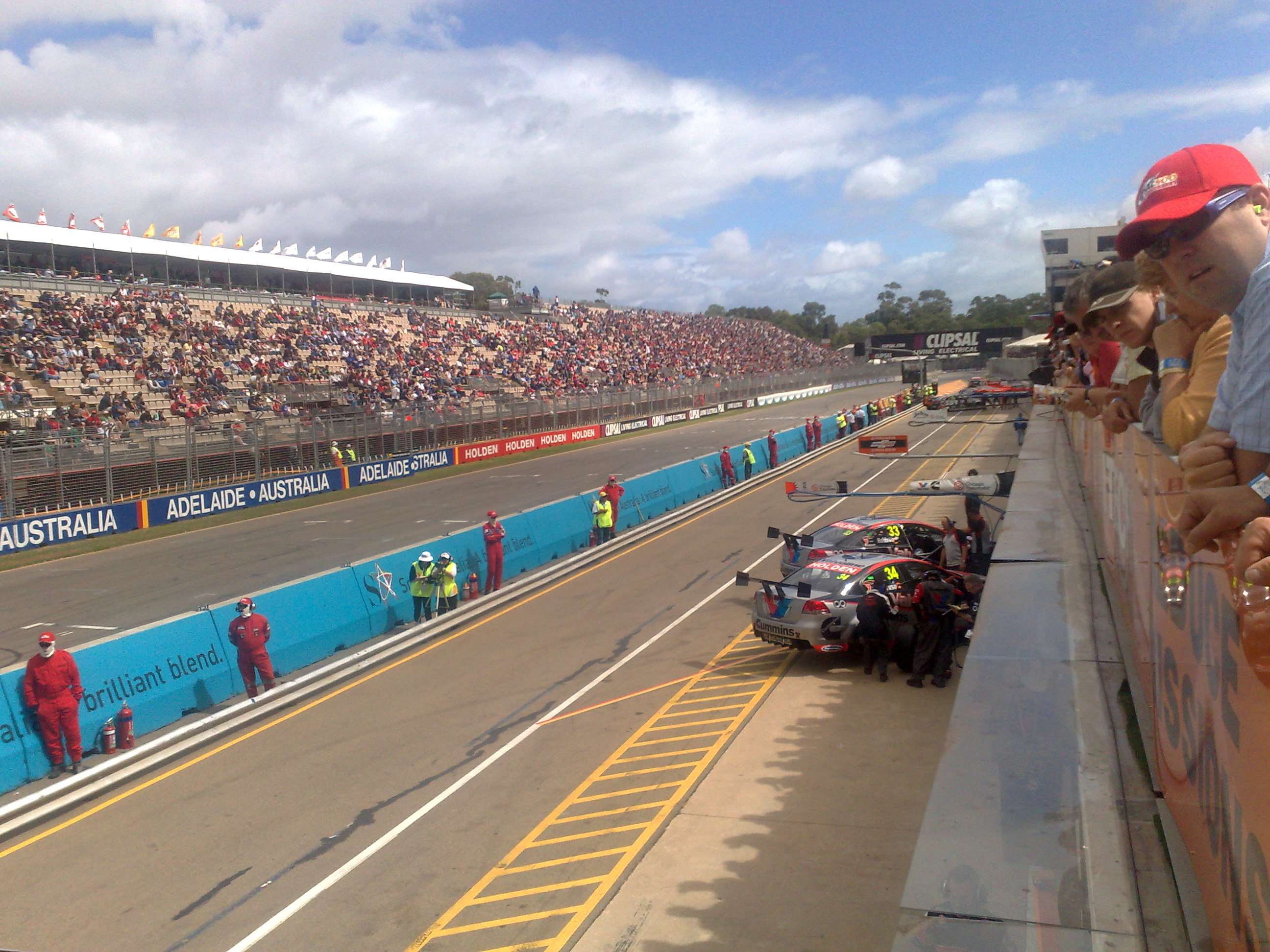
Pitstraat tijdens race in 2008

| Jaar | Winnaar        | Auto             |
| ---- | -------------- | ---------------- |
| 1999 | Craig Lowndes  | Holden Commodore |
| 2000 | Garth Tander   | Holden Commodore |
| 2001 | Jason Bright   | Holden Commodore |
| 2002 | Mark Skaife    | Holden Commodore |
| 2003 | Mark Skaife    | Holden Commodore |
| 2004 | Marcos Ambrose | Ford Falcon      |
| 2005 | Marcos Ambrose | Ford Falcon      |
| 2006 | Jamie Whincup  | Ford Falcon      |
| 2007 | Todd Kelly     | Holden Commodore |
| 2008 | Jamie Whincup  | Ford Falcon      |
| 2009 | Jamie Whincup  | Ford Falcon      |
| 2010 | Garth Tander   | Holden Commodore |
| 2011 | Jamie Whincup  | Holden Commodore |
| 2012 | Will Davison   | Ford Falcon      |